# Juul Kraijer
Julie Zwaantje (Juul) Kraijer (Assen, 1970) is een Nederlandse beeldend kunstenaar, die vooral tekeningen en foto's maakt.

## Leven en werk
Kraijer studeerde aan de Academie voor Beeldende Kunsten in Rotterdam. Ze studeerde in 1994 cum laude af met tekeningen, wat in die tijd nauwelijks als zelfstandige discipline werd gezien. In haar houtskooltekeningen en foto's is de vrouw een terugkerend onderdeel, die is daarbij echter ontdaan van persoonlijkheid en context en vormt slechts een "zinnebeeldige belichaming van gemoedstoestanden". Kraijers werken zijn bewust zonder titel, zodat iedereen er zijn eigen invulling aan kan geven. Zij laat zich inspireren door onder andere mythologie, psychologie en de natuur. Naast tekenen richt zij zich ook op fotografie en beeldhouwen en maakt videowerken en collages. In 2012 werd ze door filmmaker Lisa Boerstra geportretteerd voor de documentaire-serie Hollandse Meesters in de 21e eeuw.
Kraijer exposeert in binnen- en buitenland. Haar werk was onderdeel  van de Third Moscow Biennale for Contemporary Art (2009) en de Kochi-Muziris Biennale in India (2018). Ze kreeg voor haar werk diverse stipendia toegekend en ontving de Charlotte Köhler Prijs (1998), de Pendrecht Cultuurprijs (2000), de Philip Morris Kunstprijs (2004) en de Thérèse van Duyl-Schwartzeprijs (2009). In 2018 werden haar tekeningen genomineerd voor de Franse tekeningenprijs Prix Guerlain, en wonnen haar foto's twee LensCulture prijzen.

## Galerie

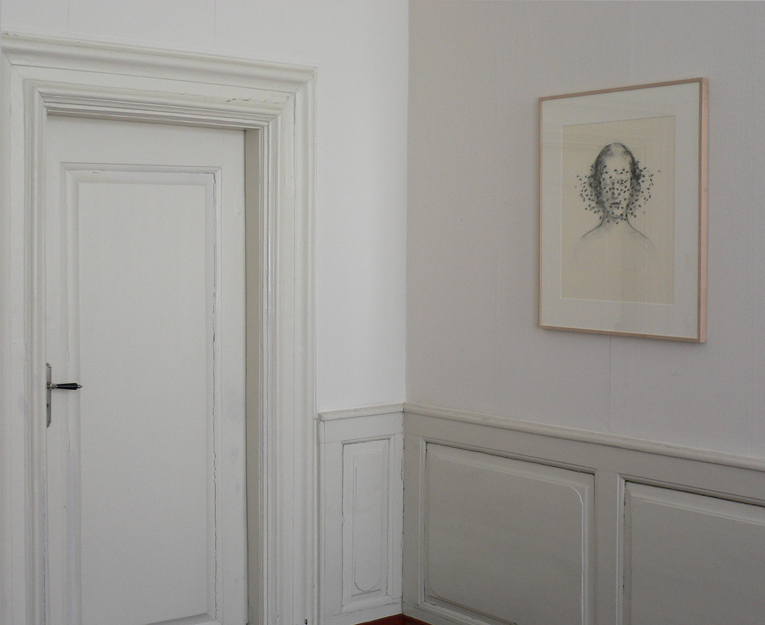
Palais für Aktuelle Kunst, Glückstadt, 2006.
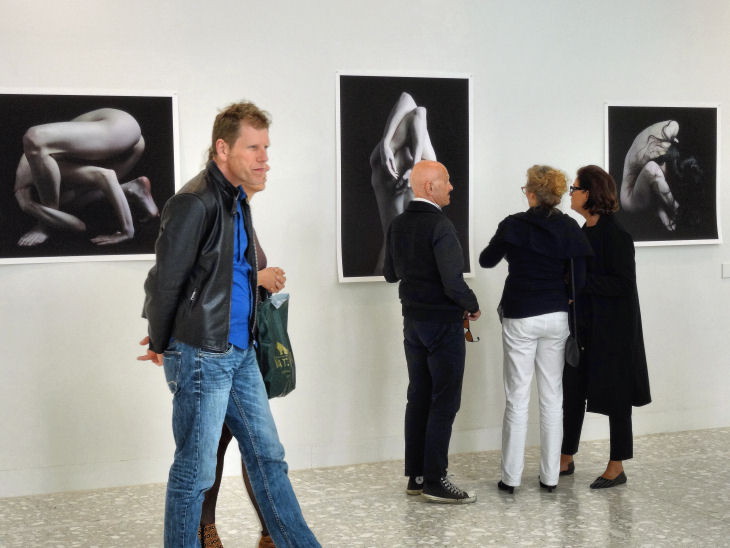
Opening expositie CBK Drenthe, 2015

## Solotentoonstellingen (selectie)
- Stedelijk Museum Schiedam (1998)
- Stedelijk Museum Het Domein, Sittard (1998)
- Stedelijk Museum Amsterdam (2001)
- Cobra Museum voor Moderne Kunst Amstelveen (2004, 2009)
- Galleria Monica De Cardenas, Milaan, Italië  (2004)
- Gemeentemuseum Den Haag (2006)
- Galleria Monica De Cardenas, Milaan, Italië (2007)
- Kewenig Galerie, Keulen, Duitsland (2008)
- Vadehra Art Gallery, New Delhi, India (2010)
- The Wapping Project/Bankside, London (2014)
- Kunsthalle Giessen, Giessen, Duitsland (2014)
- Galleria Monica De Cardenas, Zuoz, Zwitserland (2014)
- Drents Museum en CBK Drenthe, Assen (2015)
- Vadehra Art Gallery, New Delhi, India (2016)
- Huis Marseille Museum voor Fotografie, Amsterdam (2017)
- Galerie Les Filles du Calvaire, Parijs, Frankrijk (2019)
- ‘Zweiheit’. Museum Sinclair-Haus, Bad Homburg, Duitsland (2020)
- ‘S’. De Ketelfactory, Schiedam, (2021)
- Vadehra Art Gallery, New Delhi, India (2023)
- Galleria Monica De Cardenas, Milaan, Italië (2023)

## Werk in openbare collecties (selectie)
- Museum of Modern Art, New York;
- Museum of Old and New Art (David Walsh Collection), Tasmanië;
- Museum of Contemporary Art Kiasma, Helsinki;
- Museum Kunstpalast, Düsseldorf;
- Kupferstichkabinett Berlin;
- Museum Moderner Kunst Vienna;
- Fondation Louis Vuitton, Parijs;
- Museum Boijmans Van Beuningen, Rotterdam;
- Gemeentemuseum Den Haag;
- Drents Museum, Assen;
- Huis Marseille Museum voor Fotografie, Amsterdam;
- Stedelijk Museum Schiedam;
- Stedelijk Museum Het Domein, Sittard;
- Teylers Museum, Haarlem;
- Fries Museum, Leeuwarden.

- Gemeinsame Normdatei: 137691092
- International Standard Name Identifier: 0000 0000 7885 551X
- Library of Congress Control Number: no2009135497
- Nederlandse Thesaurus van Auteursnamen: 238666921
- PIC: 388223
- RKD-Nederlands Instituut voor Kunstgeschiedenis: 103373
- Système universitaire de documentation: 135371139
- Union List of Artist Names: 500331951
- Virtual International Authority File: 96912534
- WorldCat: E39PBJtmyd7YycthJphy7Rvyh3